# Kroatische Banschaft
Die teilautonome Banschaft Kroatien (serbokroatisch Бановина Хрватска Banovina Hrvatska) im Königreich Jugoslawien entstand am 26. August 1939 mit dem serbisch-kroatischen Ausgleich durch das Sporazum Cvetković-Maček. Ziel war die Entschärfung des kroatisch-serbischen Konfliktes und damit die politische Stabilisierung des Königreichs Jugoslawien herbeizuführen.
Die Kroatische Banschaft wurde aus den mehrheitlich von Kroaten bewohnten Gebieten verschiedener königlich-jugoslawischen Banschaften gebildet, einschließlich der Mehrheitsgebiete der Kroaten in Bosnien und Herzegowina. Sie existierte bis zur Zerschlagung des Königreichs Jugoslawien und der Gründung des Unabhängigen Staates Kroatien am 10. April 1941.

## Geschichte
Den Kroaten wurde durch Gesetzesverordnung eine eigene Verwaltungseinheit zugestanden, womit die Idee des Ausgleiches in Jugoslawien erfolgreich in die Wirklichkeit umgesetzt werden sollte. Geplant waren weitgehende Selbstbestimmungsrechte sowie innerpolitische und wirtschaftliche Kompetenzen für die Banschaft Kroatien. Jugoslawien bestand nun aus sieben jugoslawischen und einer kroatischen Banschaft.
Am 17. April 1941 kapitulierte die königlich-jugoslawische Armee nach der Invasion deutscher, italienischer und ungarischer Truppen im Balkanfeldzug. Damit endete auch die Banschaft Kroatien, auf deren Gebiet schon am 10. April der Unabhängige Staat Kroatien als Vasallenstaat der Achsenmächte gegründet worden war.

## Geographie
Die Fläche der Banschaft Kroatien betrug 66.393 km² und umfasste die bis dahin existierende
- Save-Banschaft
- Küsten-Banschaft

sowie die folgenden Bezirke (kotari) anderer Banschaften:
- Dubrovnik (Zeta-Banschaft)
- Šid (Donau-Banschaft)
- Ilok (Donau-Banschaft)
- Brčko (Drina-Banschaft)
- Gradačac (Vrbas-Banschaft)
- Derventa (Vrbas-Banschaft)
- Travnik (Drina-Banschaft)
- Fojnica (Drina-Banschaft).

Die Hauptstadt der Banschaft Kroatien war Zagreb.

## Bevölkerung
Die Banschaft Kroatien hatte 4.403.199 Einwohner, davon:
- 3.061.680 Kroaten
- 847.005 Serben
- 174.150 Bosniaken
- 96.023 Deutsche
- 62.647 Magyaren
- 40.939 Tschechen
- 40.524 Slowenen
- 13.189 Slowaken
- 7.468 Ukrainer
- 6.867 Italiener
- 5.498 Russen
- 5.414 Polen
- 41.956 Andere.

Außerhalb der Banschaft Kroatien verblieben 421.198 Kroaten in den jugoslawischen Gebieten Bosnien und Herzegowina (205.987), Vojvodina (121.741), Syrmien (31.227), Bucht von Kotor (14.172), Slowenien (19.354), Serbien und Montenegro (28.717) sowie dem damals noch zu Italien gehörenden Istrien und Rijeka.

## Städte

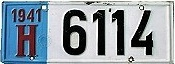
Kfz-Kennzeichen der Banschaft

Die Städte der Kroatischen Banschaft mit den meisten Einwohnern waren Zagreb (185.581), Split (43.711), Osijek (40.337), Šibenik (37.271), Karlovac (21.210), Mostar (20.295), Dubrovnik (16.147), Sušak (16.111), Varaždin (14.612), Brod (13.776), Vinkovci (13.267), Sisak (10.915), Vukovar (10.862), Virovitica (10.652), Bjelovar (10.252) und Koprivnica (9.472).

## Symbole

### Flagge
Vor der Gründung der Banschaft Kroatien war die Verwendung der kroatischen rot-weiß-blauen Trikolore verboten. Nach Gründung wurde durch die Banschaft Kroatien keine offizielle Flagge festgelegt. Von privater und staatlicher Seite wurde jedoch die Verwendung einer horizontal geteilten rot-weiß-blaue Flagge mit mittig im weißen Streifen liegenden Wappen Kroatiens (beginnend mit einem ersten roten Feld) zum Gewohnheitsrecht. Häufig wurde diese Fahne auch ohne Wappen verwendet.

### Wappen

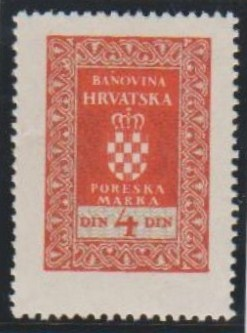
Steuermarke der Kroatischen Banschaft

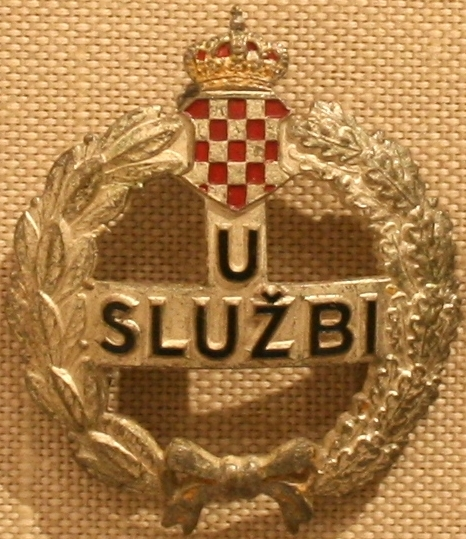
Polizeiabzeichen mit dem Wappen der Kroatischen Banschaft

Im Gegensatz zur Flagge wurden die Wappen der Banschaft Kroatien, mit Erlass des banschaftlichen Kabinetts vom 10. September 1940, offiziell festgelegt. Der Erlass schrieb allen staatlichen Stellen der Banschaft Kroatien die praktische Verwendung eines großen und kleinen Wappens vor und war mit den Zeichnungen der beiden Wappen versehen. Ziel des Erlasses war die Vereinheitlichung, nachdem in den ersten Monaten der Banschaft in der Verwaltung verschiedene Versionen Verwendung fanden.
Das große Wappen der Banschaft Kroatien zeigte den serbischen bzw. königlich-jugoslawischen doppelköpfigen Adler mit roten Schnäbeln, Zungen und Fängen. Gekrönt mit der jugoslawischen Königskrone und belegt mit einem golden umrandeten Herzschild mit dem Wappen Kroatiens (beginnend mit einem ersten roten Feld).
Verwendung fand es auf den ovalen weißen Bezeichnungsschilder an Eingängen von Gebäuden mit öffentlichen Stellen (z. B. Ministerien, Notare).
Das kleine Wappen der Banschaft Kroatien zeigte das golden umrandete Herzschild des großen Wappens, gekrönt mit der jugoslawischen Königskrone.
Verwendung fand es z. B. für offizielle Siegel, Stempel und Briefmarken.

## Politik

### Gesamtstaatliche Ordnung

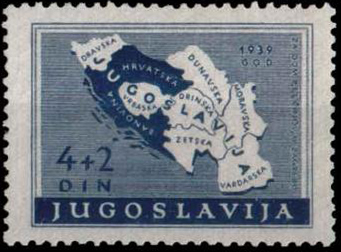
Jugoslawische Briefmarke anlässlich der Errichtung der Kroatischen Banschaft (1940)

Durch die Schaffung der Banschaft Kroatien kam es nicht zur Bildung einer Föderation, wie dies teilweise von kroatischer Seite gefordert wurde. Dieser Vorgang hatte weder einen Staatsumbau noch eine Verfassungsänderung zur Folge, sondern stellte eine endgültige Regelung für später in Aussicht. Vielmehr delegierte der Zentralstaat (Königreich Jugoslawien) Kompetenzen und Zuständigkeiten an einen Teilstaat (Banschaft Kroatien).

### Gesamtstaatliches Parlament
Die Bindung an den Gesamtstaat wurde durch den Eintritt Vladko Mačeks als stellvertretender Ministerpräsident in das königlich-jugoslawische Kabinett betont. Weiterhin traten die Kroaten Juraj Šutej als Finanzminister, Ivan Andres als Handelsminister sowie Josip Torbar als Postminister dem gesamtstaatlichen Kabinett bei. Auf diese Weise sollte „die Teilnahme und Mitarbeit der Kroaten im Leben des Staates [Königreich Jugoslawien] und damit die öffentlichen Interessen“ sichergestellt werden.

### Selbstverwaltung
Die Banschaft Kroatien erhielt innerhalb ihrer Grenzen die Zuständigkeit für Landwirtschaft, Handel und Industrie, Forst- und Bergbauverwaltung, öffentliche Bauten, Sozialpolitik, öffentliche Gesundheitspflege, körperliche Ertüchtigung, Justiz, Unterricht, innere Verwaltung und finanzielle Selbstständigkeit. Der jugoslawischen Zentralregierung blieben die Zuständigkeiten für Militär, Verkehr, internationaler Handel und Außenpolitik.

### Banatregierung (1940)
| Bereich                                                                               | Amt | Amtsinhaber           | Eignung                                                                                          |
| ------------------------------------------------------------------------------------- | --- | --------------------- | ------------------------------------------------------------------------------------------------ |
|                                                                                       | Ban Kroatiens (Ban Hrvatske)                                                                                 | Dr. Ivan Šubašić      |                                                                                                  |
|                                                                                       | Vizeban (Podban)                                                                                             | Dr. Ivo Krbek         | Jura-Professor (Profesor prava)                                                                  |
| Präsidialamt (Predsjednički ured)                                                     | Leiter | Frane Frol            | Banschaftlicher Berater (Banski savjetnik)                                                       |
| Kabinett des Ban (Kabinet Bana)                                                       | Kabinettschef (Šef kabineta)                                                                                 | Vladimir Šipuš        | Banschaftlicher Berater (Banski savjetnik)                                                       |
| Ministerium für Innere Angelegenheiten (Odjel za unutarnje poslove)                   | Minister (Odjelni predstojnik)                                                                               | Bogdan Bojkić         | Banschaftlicher Berater (Banski savjetnik)                                                       |
| Ministerium für Bildung (Odjel za prosvjetu)                                          | Minister (Odjelni predstojnik)                                                                               | Prof. Izidor Škorjač  | Banschaftlicher Berater (Banski savjetnik)                                                       |
| Ministerium für Justiz (Odjel za pravosuđe)                                           | Minister (Odjelni predstojnik)                                                                               | Dr. Franjo Žilić      | Richter (Sudac Stola sedmorice)                                                                  |
| Ministerium für Landwirtschaft (Odjel za seljačko gospodarstvo)                       | Minister (Odjelni predstojnik)                                                                               | Slavko Kolar          | Banschaftlicher Berater (Banski savjetnik)                                                       |
| Selbstständige Abteilung für Veterinärwesen (Samostalni odsjek za veterinarstvo)      | Abteilungsleiter (Šef odsjeka)                                                                               | Dr. Šime Debelić      | Ordentlicher Universitäts-Professor (Redoviti sveučilišni profesor)                              |
| Ministerium für Forstwirtschaft (Odjel za šumarstvo)                                  | Minister (Odjelni predstojnik)                                                                               | Ing. Ivica Frković    | Banschaftlicher Berater (Banski savjetnik)                                                       |
| Ministerium für Bergbau (Odjel za rudarstvo)                                          | Minister (Odjelni predstojnik)                                                                               | Ing. Nikola Belančić  | Banschaftlicher Berater (Banski savjetnik)                                                       |
| Ministerium für Handwerk, Industrie und Handel (Odjel za obrt, industriju i trgovinu) | Minister (Odjelni predstojnik)                                                                               | Dr. Mirko Lamer       | Ausgezeichneter Professor der Höheren Handelsschule (Izvanred. prof. visoke ekon. komerc. škole) |
| Ministerium für technische Angelegenheiten (Odjel za tehničke radove)                 | Minister (Odjelni predstojnik)                                                                               | Ing. Zvonimir Pavešić | Banschaftlicher Berater (Banski savjetnik)                                                       |
| Ministerium für Sozialpolitik (Odjel za socijalnu politiku)                           | Minister (Odjelni predstojnik)                                                                               | Dr. Josip Rasuhin     | Banschaftlicher Berater (Banski savjetnik)                                                       |
| Ministerium für nationale Gesundheit (Odjel za narodno zdravlje)                      | Minister (Odjelni predstojnik)                                                                               | Dr. Milutin Kosanović | Banschaftlicher Berater (Banski savjetnik)                                                       |
| Ministerium für finanzielle Angelegenheiten (Odjel za financijalne poslove)           | Minister (Odjelni predstojnik)                                                                               | Dr. Vladimir Franolić | Ausgezeichneter Universitäts-Professor (Izvanredni sveučilišni profesor)                         |
| Außenstelle der Banalregierung in Split (Izpostava banske vlasti u Splitu)            | Kommissar der Außenstelle der Banalregierung (Povjerenik ispostave banske vlasti)                            | Mate Bulić            | Banschaftlicher Berater (Banski savjetnik)                                                       |
|                                                                                       | Stellvertretender Kommissar der Außenstelle der Banalregierung (Zamjen. povjerenika ispostave banske vlasti) | Ante Jauk             | Fachberater (Odjelni savjetnik)                                                                  |

## Kultur

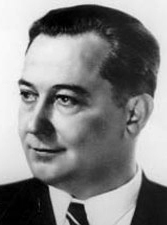
Ivan Šubašić (1892–1955), Ban der Kroatischen Banschaft

Mit staatlicher Unterstützung durch die Banschaft Kroatien konnte die erste Kroatische Enzyklopädie verwirklicht werden. Der erste Band dieses kulturell sehr bedeutenden Projektes erschien noch im Februar 1941.

## Bedeutung
Die Bildung der Banschaft Kroatien bedeutete für das Königreich Jugoslawien eine Abkehr vom bis dahin herrschenden staatlichen Zentralismus und eine Änderung der bisherigen Staatsordnung. Im Gegensatz zu den bestehenden und verbleibenden Banschaften wurde die Banschaft Kroatien nach dem ethnischen Prinzip gebildet, d. h. die mehrheitlich von Kroaten bewohnten Gebiete wurden in einer Banschaft vereinigt. Damit endete de facto auch die Ideologie der nationalen und staatlichen Einheit im Königreich Jugoslawien und es wurde ein Grundstein für eine zukünftige föderale Staatsordnung gelegt.
Der serbisch-kroatische Ausgleich hatte aber für beide Vertragsparteien nicht die gewünschte Wirkung. Vielen Kroaten ging die Autonomie nicht weit genug; insbesondere warfen sie Vladko Maček vor, dass er mit der Preisgabe Bosniens, das zum größten Teil nicht zur kroatischen Banschaft gehörte, die nationale Sache Kroatiens verraten habe. Auch die zentralistischen Serben warfen der Regierung Verrat ihrer nationalen Interessen vor.